# تشيلي (نيويورك)
تشيلي (بالإنجليزية: Chili, New York)‏ هي بلدة أمريكية تقع في الولايات المتحدة في نيويورك (ولاية). يقدر عدد سكانها بـ 28,625 نسمة .

## المدن التوأمة
مدينة أجروبولي هي مدينة توأمة لـتشيلي (نيويورك).